# ديفيد كار (فيلسوف)
ديفيد كار (بالإنجليزية: David Carr)‏ هو فيلسوف أمريكي، ولد في 1940.